# Mansfield (Arkansas)
Mansfield es una ciudad ubicada en entre los condados de Scott y Sebastian en el estado estadounidense de Arkansas. En el Censo de 2010 tenía una población de 1097 habitantes y una densidad poblacional de 188,5 personas por km².

## Geografía
Mansfield se encuentra ubicada en las coordenadas 35°3′50″N 94°14′3″O / 35.06389, -94.23417. Según la Oficina del Censo de los Estados Unidos, Mansfield tiene una superficie total de 5.82 km², de la cual 5.73 km² corresponden a tierra firme y (1.51%) 0.09 km² es agua.

## Demografía
Según el censo de 2010, había 1097 personas residiendo en Mansfield. La densidad de población era de 188,5 hab./km². De los 1097 habitantes, Mansfield estaba compuesto por el 95.81% blancos, el 0.09% eran afroamericanos, el 1.09% eran amerindios, el 0.46% eran asiáticos, el 0% eran isleños del Pacífico, el 0.91% eran de otras razas y el 1.46% pertenecían a dos o más razas. Del total de la población el 3.37% eran hispanos o latinos de cualquier raza.